# Everton Cornelius
Everton Cornelius, född 8 maj 1955, är en antiguansk och barbudansk friidrottare. Han deltog vid olympiska sommarspelen 1976.